# Lancelot Hogben
Lancelot Hogben, född den 9 december 1895 i Portsmouth, England, död den 22 augusti 1975 i Wrexham, Wales, var en brittisk experimentell zoolog, professor och författare av populärvetenskaplig litteratur. Han forskade inom bl. a. genetik och medicinsk statistik samt rörande färgväxling hos djur. Han var professor i Birmingham 1941-1961.
I sitt arbete utvecklade han den afrikanska klogrodan (Xenopus laevis) som en modellorganism för biologisk forskning i sin tidiga karriär, attackerade rashygienrörelsen mitt i sin karriär och populariserade böcker om vetenskap, matematik och språk i sin senare karriär.

## Biografi
Hogbens föräldrar var metodister. Han började 1907 på Tottenham County School i London, hans familj hade flyttat till Stoke Newington där hans mor hade vuxit upp, och fortsatte som läkarstudent att studera fysiologi vid Trinity College, Cambridge,  där han tog sin examen 1915. Han hade förvärvat socialistiska övertygelser, ändrat namnet på universitetets Fabian Society till Socialist Society och fortsatte att vara aktiv medlem av Independent Labour Party. Senare i livet föredrog han att beskriva sig själv som "vetenskaplig humanist".
Under första världskriget var han pacifist och gick med i Quakers. Han arbetade i sex månader med Röda korset i Frankrike, under  Friends' War Victims Relief Service och sedan Friends' Ambulance Unit, men när han återvände till Cambridge fängslades han 1916 i Wormwood Scrubs som vapenvägrare. Hans hälsa kollapsade emellertid och han släpptes fri 1917.
Hogben gifte sig 1918 med matematikern, statistikern, socialisten och feministen Enid Charles från Denbigh med vilken han fick två söner och två döttrar.
På 1950-talet bosatte sig Hogben i Glyn Ceiriog i norra Wales, där han köpte ett hus. Det årtiondet bröt hans äktenskap med Enid samman. Paret separerade 1953 och skilde sig 1957. Senare samma år gifte sig Hogben med (Mary) Jane Roberts (född Evans), änka och pensionerad skolrektor. Han dog på krigsminnessjukhuset på Wrexham 1975 och kremerades på närliggande Pentre Bychan. Han var ateist.

## Karriär
Efter ett års konvalescens fick han tjänst som föreläsande vid Londons universitet men flyttade 1922 till University of Edinburgh och dess Animal Breeding Research Department. År 1923 valdes han till fellow i Royal Society of Edinburgh. Hans förslagsställare var James Hartley Ashworth, James Cossar Ewart, Francis Albert Eley Crew och John Stephenson. Han vann Sällskapets Keithpris för perioden 1933–1935.
Hogben flyttade därpå till McGill University och 1927 fick han en lärostol för zoologi vid University of Cape Town. Han arbetade  där med endokrinologi, studerade kameleontegenskaper hos klogrodan. Han upptäckte att grodans vuxna färg berodde på dess tidiga miljö. Vilda grodor blev brungröna, medan grodor uppvuxna i en mörk miljö blev svarta och i en ljus miljö ljusfärgade. Hogbens teori var att grodans förmåga att utveckla skillnader i färg var relaterad till hypofysen. Efter att ha tagit bort hypofysen blev grodorna vita oavsett miljö.
Grodorna utvecklade också en bieffekt som Hogben försökte motverka genom att injicera grodorna med hypofysextrakt från en oxe. Han noterade också att honor av klogrodor fick ägglossning inom några timmar efter att ha injicerats med extraktet. På detta sätt upptäckte Hogben av en tillfällighet ett mänskligt graviditetstest. Han visste att oxextraktet kemiskt liknade mänskliga kolioniskt gonadotropin (HCG), ett hormon som frigörs av gravida kvinnor. Han bekräftade detta med att grodhonor, när de injiceras med urin från en gravid kvinna också fick ägglossning inom några timmar.
Hogben tyckte att arbetet i Sydafrika var attraktivt, men hans antipati mot landets raspolitik drev honom att lämna landet. År 1930 flyttade han till London School of Economics, till en lärostol för socialbiologi. Där fortsatte han att utveckla Hogbens Graviditetstest. Tidigare graviditetstester krävde flera dagar för att utföra och resulterade i dödsfall hos möss eller kaniner. Hogbens graviditetstest tog timmar och kunde utföras utan att grodorna skadades, som kunde återanvändas för framtida tester. Det blev internationellt det största graviditetstestet för omkring femton år, från mitten av 1930-talet till slutet av 1940-talet.
Hogben blev ledamot av Royal Society 1936.
Den socialbiologiska positionen vid London School of Economics finansierades av Rockefeller Foundation och när den drog tillbaka finansieringen flyttade Hogben till Aberdeen och blev Regius professor i naturhistoria vid University of Aberdeen 1937. Han tilldelades Neillpriset, och en guldmedalj, för sitt arbete inom matematisk genetik.
Hogbens påstående att ha upptäckt Xenopus graviditetstest ifrågasattes av två sydafrikanska forskare, Hillel Shapiro och Harry Zwarenstein. Själva graviditetstestet upptäcktes av dessa och deras resultat och rapport hade publicerats i stor utsträckning i medicinska tidskrifter och textböcker i Sydafrika och Storbritannien.
Inspirerad av exemplet med The Outline of History av H. G. Wells började Hogben arbeta med böcker som utformats för att popularisera matematik och vetenskap för allmänheten. Hogben producerade två bästsäljande verk av populärvetenskap, Mathematics for the Million (1936) och Science for the Citizen (1938). Matematik för miljoner mottog brett beröm, med H. G. Brunnar omdöme att "Matematik för miljonen” är en stor bok, en bok av förstklassig betydelse". Boken lovordades också av Albert Einstein, Bertrand Russell och Julian Huxley. Matematik för miljonen omtrycktes efter Hogbens död.

### Böcker på svenska
- Matematik för millioner (översättning Josef Almqvist och Lennart Björk, Natur och kultur, 1938) (Mathematics for the million, 1936)
- Vetenskap för alla: människans och naturvetenskapens utveckling (Kooperativa förbundet, 1947) (Science for the citizen)
- Matematiken i bild (översättning Conrad Lönnqvist, Almqvist & Wiksell, 1956)
- Människor, maskiner och robotar (översättning Bengt Lindwall, Natur och kultur, 1958) (Men, missiles and machines)
- Matematikens vägar (översättning Arvid Möller, Forum, 1962)(Mathematics in the making)

## Utmärkelser och hedersbetygelser
- Keithmedaljen,  1933
- Croonian Medal and Lecture,  1942
- Fellow of the Royal Society

[Redigera Wikidata]